# Byron (Wyoming)
Byron ist ein Ort mit dem Status Town im Big Horn County im US-Bundesstaat Wyoming. Das U.S. Census Bureau hat bei der Volkszählung 2020 eine Einwohnerzahl von 562 ermittelt.

## Geografie
Byron liegt im nördlichen Teil des Bighorn Basin, westlich der Bighorn Mountains und südwestlich der Pyror Mountains im äußersten Norden von Wyoming auf einer Höhe von 1228 m. Der Ort liegt am Shoshone River, der in nordöstliche Richtung fließt und östlich von Lovell in den Bighorn River mündet. Byron liegt 10 km westsüdwestlich von Lovell, 10 km südsüdwestlich von Cowley sowie 13 km südöstlich von Deaver. Durch den Ort verläuft der U.S. Highway 14-Alt, der in südwestliche Richtung nach Powell im Park County verläuft und nach Nordosten bis Lovell führt, wo er auf die gebündelt verlaufenden Highways US-310 und WYO-789 trifft. Nach Süden verbindet die County Road 5 den US14-Alt mit dem Wyoming Highway 32.

## Geschichte
Byron wurde am 22. Mai 1900 von einer Gruppe von Pionieren der Kirche Jesu Christi der Heiligen der Letzten Tage besiedelt und im Jahr 1912 zur Town erhoben. Die Stadt ist nach Byron Sessions benannt, der die erste Gruppe von Siedlern anführte. Sessions wurde mit der Vermessung und Überwachung des Baus des Sidon-Kanals beauftragt, der die Gemeinde mit Wasser versorgte.

## Demographie
Nach der Volkszählung im Jahr 2020 lebten in Byron 562 Menschen in 158 Haushalten. Die Bevölkerungsdichte beträgt 239 Einwohner je km². Ethnisch betrachtet setzte sich die Bevölkerung zusammen aus 87,19 % Weißen und 12,81 % mit spanischer oder lateinamerikanischer Abstammung. 7,65 % stammten von zwei oder mehr ethnischen Gruppen ab. Die durchschnittliche Familiengröße lag bei 3,56 Personen. Das Durchschnittsalter betrug 32,5 Jahre.